# Décio Esteves
Décio Esteves da Silva (* 21. Mai 1927 in Rio de Janeiro; † 25. Dezember 2000 ebenda) war ein brasilianischer Fußballspieler und -trainer.

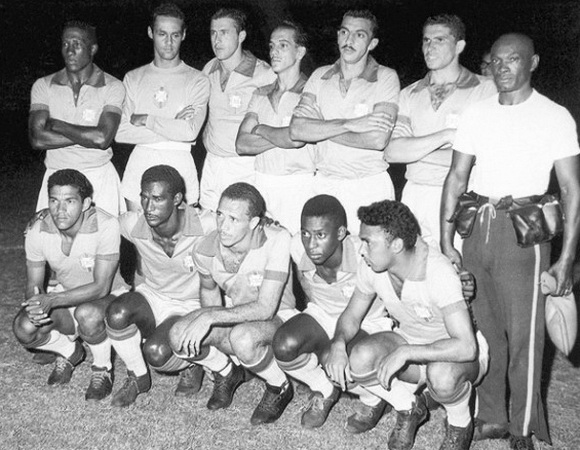
Campeonato Sudamericano 1959 Hinten: Djalma Santos, Gilmar, Bellini, Décio Esteves, Formiga, Coronel, Masseur Mário Américo;Vorne: Garrincha, Didi, Paulo Valentim, Pelé, Chinesinho

Der technisch beschlagene Mittelfeldspieler spielte von 1950 bis 1962 beim Bangu AC im Westen von Rio, wo er unter anderem an der Seite von Zizinho spielte. Mit 221 Spielen und 88 Toren für den Verein gehört er zu den herausragenden Spielern der Geschichte des Bangu AC. 1951 wurde er mit dem seinerzeit von Meistertrainer Ondino Viera geführten Bangu Vizemeister der Staatsmeisterschaft von Rio de Janeiro und 1959 unter dem Trainer Tim Dritter. Mit Bangu gewann er 1960 in New York an der Seite von Zózimo und Ademir da Guia die International Soccer League, ein Turnier an dem unter anderem der seinerzeitige englische Meister Burnley FC und einige andere reputierliche Vereine, wie auch der FC Bayern München, teilnahmen. Dieser Erfolg ist fester Bestandteil der Folklore des Klubs und wird dort gerne als Vereinsweltmeisterschaft angesehen.
1962 spielte er beim Campo Grande AC, ebenfalls im Westen Rios beheimatet, nachdem dieser erstmals in die erste Liga von Rio de Janeiro aufgestiegen war. 1965 beendete er beim Olaria AC im Norden von Rio seine Spielerlaufbahn.
Mit der Nationalmannschaft nahm er an der Südamerikanischen Fußballmeisterschaft von 1959 in Buenos Aires teil, wo die Seleção ungeschlagen hinter den Gastgebern den zweiten Platz belegte. 1960 war er Teil der Mannschaft die in Buenos Aires Argentinien nach Verlängerung mit 4:1 besiegte und damit die zwischen den beiden Ländern ausgespielte Copa Roca gewann. Insgesamt bestritt er zwischen 1959 und 1960 drei Länderspiele.
Als Trainer arbeitete er unter anderem für den CA Carlos Renaux in Brusque im Bundesstaat Santa Catarina. Mit Campo Grande wurde er 1982 Sieger bei der Taça de Prata, der seinerzeit zweithöchsten Leistungsstufe der brasilianischen Meisterschaft und schaffte damit den Aufstieg, was den Höhepunkt der Vereinsgeschichte darstellt.
2006 wurde mit Billigung durch Gesetzesbeschluss ein populäres Restaurant in Campo Grande, dem Viertel, wo er auch geboren wurde, zu seinen Ehren nach ihm benannt. In diesem Zusammenhang wurde er auch für seine lange Präsidentschaft beim örtlichen Clube dos Aliados, ein Sport- und Freizeitverein, gewürdigt, die durch zahlreiche Verbesserungen von dessen Einrichtungen, wie der Errichtung des heutigen Vereinssitzes mit Sporthalle und Schwimmbad gekennzeichnet war. Zudem wird auch auf seine über ein halbes Jahrhundert andauernde Ehe verwiesen.

## Statistische Karriereübersicht
Spieler
- 1959–1960: Nationalmannschaft von Brasilien (3 Spiele)
- 1950–1962: Bangu AC
- 1962–1964: Campo Grande AC
- 1965–1965: Olaria AC